# 锡尼镇
锡尼镇，是中华人民共和国内蒙古自治区鄂尔多斯市杭锦旗下辖的一个乡镇级行政单位。

## 行政区划
锡尼镇下辖以下地区：
建安社区、团结社区、育才社区、民乐社区、新华社区、胜利社区、陶赖高勒村、阿门其日格村、大乌兰敖包村、阿日柴达木村、中图村、新井渠村、察哈尔乌素村、天德恒湾村、胜利村、布哈岱村、古城梁村、广丰村、巴音补拉格嘎查、锡尼布拉格嘎查、阿拉腾图布希嘎查、阿斯尔嘎查、浩绕柴达木嘎查、夭斯图嘎查、道劳呼都格嘎查、赛音台格嘎查和扎日格嘎查。